# Karangahake
Karangahake est une localité située dans le district de Hauraki dans l’île du Nord de la Nouvelle-Zélande,.

## Toponymie
Dans le langage māori, Karangahake se traduit par humpbacked ridge (« Crête à bosses ou un appel pour l’autre »). 

## Histoire
En 1915, une nouvelle église anglicane et une école du dimanche furent construites.

## Démographie
En 1907, la localité de Karangahake avait une population d’environ 3 000 habitants.
Karangahake est définie par Statistics New Zealand comme étant un village rural et couvre une superficie de 6,40 km2. Il a une population estimée à 350 habitants en juin 2024 avec une densité de population de 55 personnes par km2. C’est une partie de la zone plus large de la zone statistique rurale de Paeroa.
Karangahake avait une population de 321 habitants lors du recensement néo-zélandais de 2018, en augmentation de 24 personnes (8,1 %) depuis le recensement néo-zélandais de 2013, et inchangé depuis le recensement de 2006 en Nouvelle-Zélande.
Il y avait 138 logements, comprenant 165 hommes et 159 femmes, donnant un sexe-ratio de 1,04 homme pour une femme, avec 45 personnes (14 %) âgées de moins de 15 ans, 30 personnes (9,3 %) âgées de 15 à 29 ans, 65 personnes (51,4 %) âgées de 30 à 64 ans et 75 personnes (23,4 %) âgées de 65 ans ou plus.
L’ethnicité était pour 98,1 % européenne/Pakeha, 13,1 % maorie, 0,9 % de personnes venant du Pacifique (en), 0,9 % de personnes d’origine asiatique (en), et 0,9 % d’une autre ethnicité. 
Les personnes peuvent s’identifier de plus d’une ethnicité en fonction de leur parenté.
Bien que certaines personnes choisissent de ne pas répondre à la question du recensement concernant leur affiliation religieuse, 57,9 % n’ont pas de religion, 27,1 % sont chrétiens (en), 0,9 % sont bouddhistes (en) et 6,5 % ont une autre religion.
Parmi les personnes d’au moins 15 ans d’âge, 14,1 % ont une licence ou un degré universitaire supérieur et 25 % n’ont aucune qualification formelle. 
12 personnes (4,3 %) gagnent plus de 70 000 $ comparées avec les 17,2 % au niveau national. 
Le statut d’emploi de ceux d’au moins 15 ans d’âge est pour 108 personnes (39,1 %) un emploi à temps complet, pour 39 personnes, (14,1 %) un emploi à temps partiel et 18 personnes (6,5 %) sont sans emploi.

## Éducation

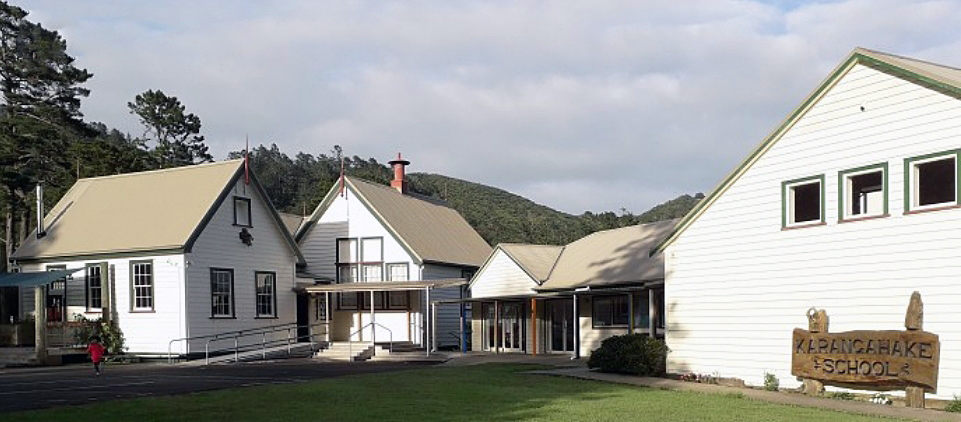
École de Karangahake

L’école de Karangahake fut construite en 1890. 
En 1907, l’effectif de l’école était de près de 500 élèves et quatre nouvelles salles de classe furent conçues par John Mitchell (en) pour accueillir ces élèves. 
Ensuite, l’effectif de l’école a chuté à 180 élèves en 1919, lié à la fermeture de la mine et deux des salles de classe furent déplacées vers Waikino. 
Vers 1943, une seule salle de classe restait sur site. 
L’école de Karangahake est enregistrée en Catégorie 1 des bâtiments dans le cadre de Heritage New Zealand.
L’école a un effectif de 66 élèves en août 2024.